# Arabella (namn)

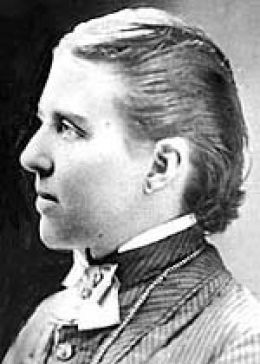
Arabella Mansfield cirka 1870.

Arabella är ett medeltida skotskt kvinnonamn.

## Personer med namnet Arabella
- Arabella Churchill (1648–1730), älskarinna åt kung Jakob II
- Arabella Edge, australisk romanförfattare
- Arabella Huntington (cirka 1850–1924), amerikansk filantrop
- Arabella Knight, brittisk romanförfattare
- Arabella Mansfield (1846–1911), USA:s första kvinnliga advokat
- Arabella Steinbacher (född 1981), tysk violinist
- Arabella Weir (född 1957), brittisk komiker, skådespelare och skribent